# Kristina Anshelm

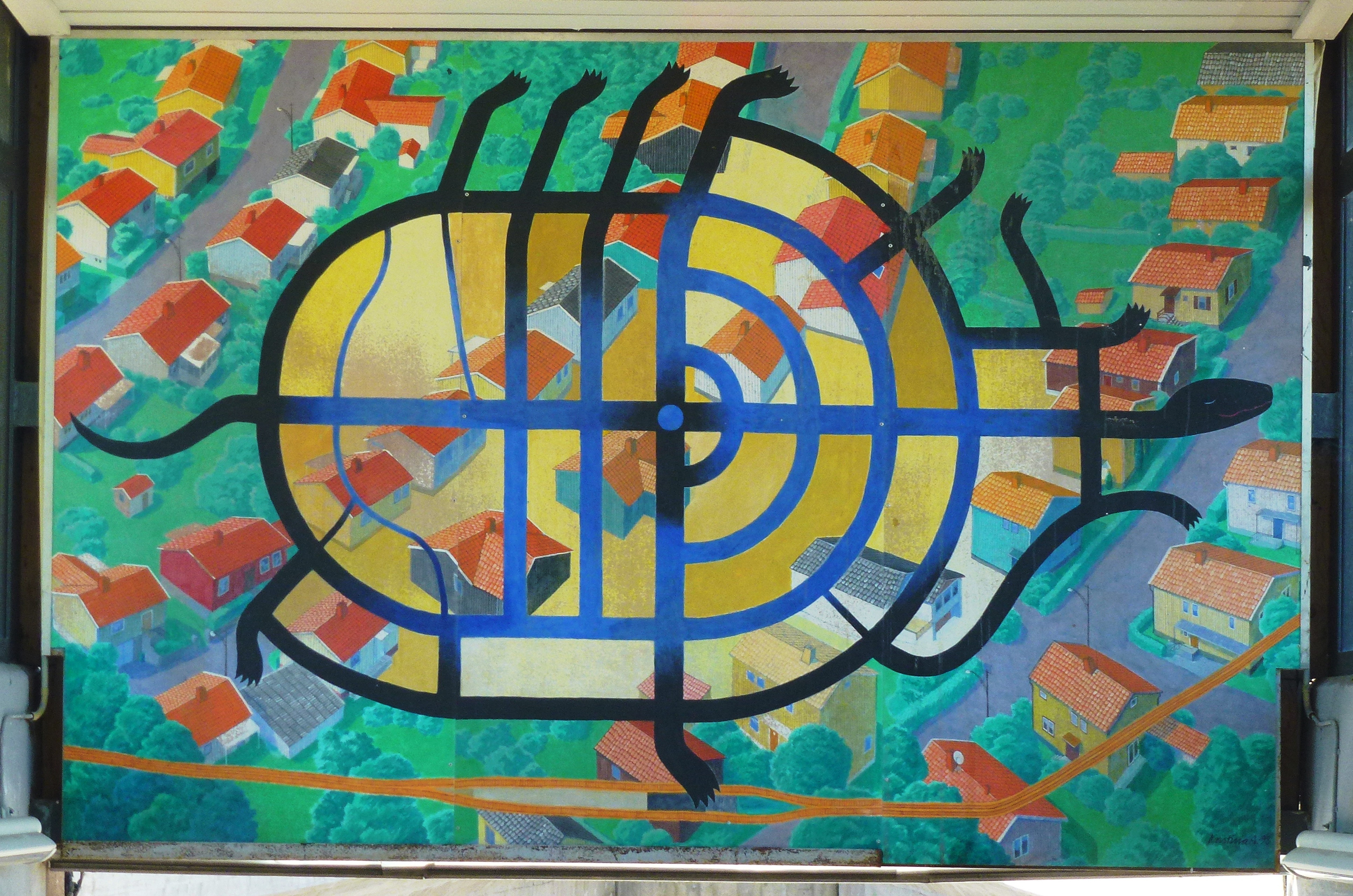
"Tallkrogsdraken" i Tallkrogen (1998).

Ebba Kristina Anshelm, född 6 januari 1942, är en svensk konstnär. 
Kristina Anshelm utbildade sig på Kungliga Konsthögskolan i Stockholm 1967–1972. Hon arbetar huvudsakligen med träsnitt och har även gjort illustrationerna till den nya bibelöversättningen. Hon är också aktiv i Konstnärer mot apartheid.
Ett av hennes arbeten skapades 1998 och visar Tallkrogsdraken som är ett mellanting mellan ödla, sköldpadda och drake. Konstnären fick sin inspiration av Tallkrogens ovanliga stadsplan över det så kallad olympiaområdet. Gatorna blir Tallkrogsdrakens ben och i bakgrunden syns småhusens tegeltak och fasadernas ursprungliga färgsättning. Verket är av plastlaminat och hänger i trappuppgången till Tallkrogens tunnelbanestation. är representerad vid Kalmar konstmuseum

## Offentliga verk i urval
- Kopior av träsnitt om Farstas historia (1989), tunnelbanestation Farsta strand.
- Tallkrogsdraken, plastlaminat visande Tallkrogens olympiaområde (1998) på Tallkrogens tunnelbanestation.